# Roca Forcada
La Roca Forcada és una muntanya de 605 metres que es troba al municipi de la Vall de Bianya, a la comarca catalana de la Garrotxa.